# David Descalzo
David Descalzo (1920 - 2004) fue un baloncestista peruano. Jugó la mayor parte de su carrera en  Atlético Bilis del Callao e integró la selección de baloncesto del Perú.

## Selección nacional
Formó parte de la Selección de baloncesto del Perú que participó en el Campeonato Sudamericano de 1943 desarrollado en Lima donde el equipo peruano finalizó en tercer lugar. En 1948 integró la selección peruana en los Juegos Olímpicos de Londres. También fue seleccionado para el Campeonato Mundial de Baloncesto de 1950.

### Participaciones en Campeonato Mundial
| Campeonato Mundial | Equipo | Sede      | Resultado |
| ------------------ | ------ | --------- | --------- |
| Argentina 1950     | Perú   | Argentina | Séptimo   |

### Participaciones en Juegos Olímpicos
| Juegos Olímpicos | Equipo | Sede    | Resultado |
| ---------------- | ------ | ------- | --------- |
| Londres 1948     | Perú   | Londres | Décimo    |

### Participaciones en Campeonato Sudamericano
| Campeonato        | Equipo | Sede           | Resultado  |
| ----------------- | ------ | -------------- | ---------- |
| Sudamericano 1941 | Perú   | Mendoza        | Subcampeón |
| Sudamericano 1943 | Perú   | Lima           | Tercero    |
| Sudamericano 1947 | Perú   | Río de Janeiro | Sexto      |
| Sudamericano 1949 | Perú   | Asunción       | Cuarto     |

## Clubes
| Club              | País | Año       |
| ----------------- | ---- | --------- |
| Atlético Roma     | Perú |           |
| Callao Longo Club | Perú | 1938      |
| Atlético Bilis    | Perú | 1939-1954 |